# 寬鬆世代
寬鬆世代（日语：／ Yutori-sedai */?），指1987年之後出生的日本人。這個世代的人在就學時期主要受到2002年開始推行的「寬鬆教育」（ゆとり教育）影響。寬鬆教育旨在培養學生的思維能力和知識運用能力，並將教育大綱中學生必須掌握學習的內容減少了三成，亦統一實行五日制學校週（週休二日），減輕了學生的負擔。
在寬鬆教育下，輿論認為學生的學習能力普遍下降，學習態度亦不夠端正，畢業後於職場上亦突顯出與同事之間的相處問題。一般認為，寬鬆世代的人學習能力和競爭力都不及以前的世代。

## 大眾文化
- 寬鬆世代又怎樣，2016年4月日本連續劇。

## 外部連結
- 劉黎兒專欄《改造脆弱的「寬鬆世代」》 （页面存档备份，存于）